# 小山正人
小山 正人（こやま まさと、1952年9月4日 - ）は、NHKの元チーフアナウンサー。現在は嘱託職。

## 人物
兵庫県立西宮高等学校、関西学院大学卒業後、1976年入局。初任地の北海道（北見局）以外は全て西日本で勤務（主に近畿・四国・九州地方が多い）。入局30年以上でありながら東京（東京アナウンス室やラジオセンターなど）での在籍経験は一度も経験することなく定年となり、現在は嘱託職へ移行している。
2005年4月25日、通勤途中にJR福知山線脱線事故に遭遇。事故車両の3両目に乗車しており、自らも肋骨骨折の重傷（全治1ヶ月）を負いながらも、事故現場の状況をレポートした。同年、部長級職に昇進。
2006年には、地元兵庫県でのじぎく兵庫国体とのじぎく兵庫大会が行われたが、NHKも放送を通じてこれらの運営にかかわってきたこともあり、大会本部の要請を受け、9月30日と10月14日に行われたそれぞれの開会式で司会を務めた。
パソコンに大変詳しく、MS-DOS時代前後からのヘビーユーザーとしても知られる。

## 現在の担当番組
- ニュース
- 関西発ラジオ深夜便「あすへのことば」インタビュアー（主に第2金曜深夜。肩書きは「関西発深夜便ディレクター」）

## 過去の担当番組
北見局時代
- きたみヤングヤングサタデー

大津局時代
- おうみ845

## 同期のアナウンサー
- 石澤典夫、岩澤忠彦、工藤三郎、古藤田京子（旧姓:瀧沢）、嶋村由紀夫、田中亮介、成田光、野瀬正夫、松沢幹治、山崎登、山本浩、好本恵。[2]